# Kennan Adeang
Kennan Ranibok Adeang (ur. 23 grudnia 1942 na Nauru, zm. 26 grudnia 2011 tamże) – nauruański polityk, trzykrotny prezydent Nauru. Reprezentant okręgu wyborczego Ubenide.

## Życiorys
Adeang urodził się na Nauru, gdzie początkowo się kształcił. Następnie wyjechał do Australii, w której ukończył Australian School of Pacific Administration (ASOPA) w Sydney.
Po raz pierwszy dostał się do parlamentu w 1971 roku, zastępując w nim Deroga Giourę, jednak już kilka miesięcy później złożył mandat; Gioura wszedł w jego miejsce. Adeang został ponownie wybrany w 1973 roku, jednak w kolejnych wyborach parlamentarnych w 1976 stracił mandat na rzecz Gioury. Jednak w trakcie trwania kadencji, zastąpił Giourę i częściowo sprawował mandat. W przedwczesnych wyborach w 1977 Adeang ponownie dostał się do parlamentu, jednak w trakcie trwania kadencji ponownie złożył mandat. W 1980 roku Adeang i Gioura wspólnie weszli do parlamentu (z okręgu Ubenide mandat uzyskali jeszcze Buraro Detudamo i Bernard Dowiyogo); Adeang uzyskiwał reelekcje aż do 13. wyborów parlamentarnych (w 1997 roku). W czasie trwania dziewiątej kadencji parlamentu (1987–1989) miał nieco ponad miesięczną przerwę; na czas nieobecności, jego stanowisko było nieobsadzone; oznaczało to, że po powrocie mógł dalej sprawować mandat deputowanego.
17 września 1986 roku zastąpił Hammera DeRoburta na stanowisku prezydenta kraju, jednak już 14 dni później został odwołany w wyniku wotum nieufności. Po wyborach parlamentarnych w grudniu 1986 roku ponownie został wybrany na prezydenta, jednak jeszcze szybciej, bo po 9 dniach (lub 10), wystosowano do niego wotum nieufności i jego miejsce ponownie zajął DeRoburt. W 1987 był głównym założycielem Demokratycznej Partii Nauru. 26 listopada 1996 roku ponownie wybrano go na prezydenta; zastąpił Bernarda Dowiyogo (który został odsunięty od władzy w wyniku kolejnego wotum nieufności). 23 dni później (wystosowano do niego kolejne wotum nieufności), ponownie stracił pozycję najważniejszej osoby w państwie.
W latach 90. był przewodniczącym parlamentu. Był również wielokrotnym członkiem rady ministrów. 
W parlamencie zasiadał do 2000 roku. W 2007 roku został powołany na stanowisko wysokiego komisarza Republiki Nauru na Fidżi, którym był prawdopodobnie do połowy 2008 roku.
Jego syn David, również jest politykiem. Kennan Adeang był spokrewniony z Burarem Detudamo (Adeang był szwagrem dla Detudamo).